# 산림문화자산
산림문화자산은 대한민국의 산림청장이 산림문화·휴양에 관한 법률 제29조 및 같은법 시행령 제14조의 2에 의거하여 지정한다.

## 구분
1. 유형산림문화자산: 토지·숲·나무·건축물·목재제품·기록물 등 형체를 갖춘 것으로서 생태적·경관적·예술적·역사적·정서적·학술적으로 보존가치가 높은 산림문화자산일 것
2. 무형산림문화자산: 전설·전통의식·민요·민간신앙·민속·기술 등 형체를 갖추지 아니한 것으로서 예술적·역사적·학술적으로 보존가치가 높은 산림문화자산일 것

## 지정권자
1. 국가 산림문화자산: 다음 각 목의 산림문화자산
가. 국유림 안에 소재하는 산림문화자산
나. 둘 이상의 시·도에 걸쳐있는 산림문화자산
다. 시·도지사가 국가 산림문화자산으로 지정하여줄 것을 산림청장에게 신청하는 시·도 산림문화자산
라. 그 밖에 국가적 차원에서 지정·관리가 필요하다고 산림청장이 인정하는 산림문화자산
2. 시·도 산림문화자산: 제1호 외의 산림문화자산

## 국가산림문화자산
| 지정번호  | 종류 | 명칭                             | 소재지의 지번(지목)                                                                        | 수량(면적)                     | 지정일자   | 비고                   |
| --------- | ---- | -------------------------------- | ------------------------------------------------------------------------------------------ | ------------------------------ | ---------- | ---------------------- |
| 2014-0001 | 유형 | 홍릉숲                           | 서울 동대문구 청량리동 산1-1 외 7(임야)                                                    | 35ha                           | 2014.03.20 | 산림청고시제2014-32호  |
| 2014-0002 | 유형 | 화천 동촌 황장금표               | 강원 화천 화천읍 동촌리 산11(임야)                                                         | 1ha                            | 2014.03.20 | 산림청고시제2014-32호  |
| 2014-0003 | 유형 | 영월 법흥 황장금표               | 강원 영월 무릉도원면 법흥리 590-3(도로)                                                    | 1ha                            | 2014.03.20 | 산림청고시제2014-32호  |
| 2014-0004 | 유형 | 평창 평안 봉산동계표석           | 강원 평창 미탄면 평안리 산102(임야)                                                        | 1ha                            | 2014.03.20 | 산림청고시제2014-32호  |
| 2014-0005 | 유형 | 인제 미산 산삼가현산 서표 1      | 강원 인제 상남면 미산리 100-1(하천)                                                        | 1ha                            | 2014.03.20 | 산림청고시제2014-32호  |
| 2014-0006 | 유형 | 인제 미산 산삼가현산 서표 2      | 강원 인제 상남면 미산리 351-1(하천)                                                        | 1ha                            | 2014.03.20 | 산림청고시제2014-32호  |
| 2014-0007 | 유형 | 대관령 특수조림지                | 강원 평창 대관령면 횡계리 산1-1(임야)                                                      | 311ha                          | 2014.03.20 | 산림청고시제2014-32호  |
| 2014-0008 | 유형 | 방동약수 및 음나무               | 강원 인제 기린면 방동리 34-5(대지)                                                         | 1ha                            | 2014.03.20 | 산림청고시제2014-32호  |
| 2014-0009 | 유형 | 인제 한계 황장금표 및 황장목림   | 강원특별자치도 인제군 북면 한계리 373(전) 및 강원특별자치도 인제군 북면 한계리 산1-1(임야) | 1개소 (245ha)                  | 2014.12.1  | 산림청고시제2014-105호 |
| 2015-0001 | 유형 | 담양 메타세쿼이아 가로수길       | 전남 담양군 담양읍 학동리 577-9                                                            | 메타세쿼이아 408주             | 2015.8.21  | 산림청고시제2015-62호  |
| 2015-0002 | 유형 | 완도수목원 가시나무 숯가마터     | 전남 완도군 군외면 대문리 산109-1                                                          | 1식(5기) (5.1m x 4.5m)         | 2015.8.21  | 산림청고시제2015-62호  |
| 2015-0003 | 유형 | 해남 관두산 풍혈 및 샘           | 전남 해남군 화산면 관동리 산70-2                                                           | 11곳                           | 2015.8.21  | 산림청고시제2015-62호  |
| 2015-0004 | 유형 | 울진 소광 황장봉산 동계표석      | 경북 울진군 서면 소광리 산1                                                                | 1                              | 2015.8.21  | 산림청고시제2015-62호  |
| 2015-0005 | 유형 | 강릉 노추산 삼천 모정탑          | 강원특별자치도 강릉시 왕산면 대기리 산3번지 (임야)                                         | 3,000여기 (500m에 분포)        | 2016.1.5   | 산림청고시제2015-116호 |
| 2015-0006 | 유형 | 금강 발원지 뜬봉샘               | 전북 장수군 장수읍 수분리 산109 일원 (임야)                                                | 1개소 (지름 100cm)             | 2016.1.5   | 산림청고시제2015-116호 |
| 2015-0007 | 유형 | 위봉폭포                         | 전북 완주군 동상면 수만리 산35-4, 산35-1(임야)                                             | 높이 60m 2단 폭포              | 2016.1.5   | 산림청고시제2015-116호 |
| 2015-0008 | 유형 | 섬진강 발원지 데미샘             | 전북 진안군 백운면 신암리 산1(임야)                                                        | 1개소 (지름 40cm)              | 2016.1.5   | 산림청고시제2015-116호 |
| 2015-0009 | 유형 | 나주 불회사 비자나무와 차나무 숲 | 전남 나주시 다도면 마산리 산212-13 (임야)                                                  | 비자나무 16,000본, 차나무 33ha | 2016.1.5   | 산림청고시제2015-116호 |
| 2016-0001 | 유형 | 울릉 도동 향나무(울릉석향)       | 경북 울릉군 울릉읍 도동리 산4(임야)                                                        | 1본                            | 2016.11.16 | 산림청고시제2015-102호 |
| 2016-0002 | 유형 | 천관산 동백나무 숯가마터         | 전남 장흥군 관산읍 부평리 산 109-1외 1필(임야)                                             | 7개소                          | 2016.11.16 | 산림청고시제2015-102호 |
| 2016-0003 | 유형 | 순천 고동산 산철쭉 자생지        | 전남 순천시 송광면 장안리 산 270 외1필(임야)                                               | 6,600본                        | 2016.11.16 | 산림청고시제2015-102호 |
| 2016-0004 | 유형 | 유달산저수·저사댐과사방시설      | 전남 목포시 온금동 6-2(수도용지)                                                           | 1개소                          | 2016.11.16 | 산림청고시제2015-102호 |
| 2016-0005 | 유형 | 고흥나로도 편백 숲               | 전남 고흥군 봉래면 예내리 산87-141(임야)                                                   | 9,000여본                      | 2016.11.16 | 산림청고시제2015-102호 |
| 2016-0006 | 유형 | 부안 서림공원과 임정유애비       | 전북 부안군 부안읍 서외리 산1-1(임야)                                                      | 1개소                          | 2016.11.16 | 산림청고시제2015-102호 |
| 2016-0007 | 유형 | 남원 구룡계곡 구룡폭 구곡        | 전북 남원시 주천면 호경리 470-19 외 4필(구거,하천)                                         | 1개소                          | 2016.11.16 | 산림청고시제2015-102호 |
| 2016-0008 | 유형 | 남원 신기마을 비보림과 축성표석  | 전북 남원시 운봉읍 신기리 408-7번지 외2필(임야)                                            | 1개소                          | 2016.11.16 | 산림청고시제2015-102호 |
| 2016-0009 | 유형 | 부안 봉래곡 직소폭포             | 전북 부안군 변산면 중계리 산95-10 외2필(임야, 하천)                                        | 1개소                          | 2016.11.16 | 산림청고시제2015-102호 |
| 2016-0010 | 유형 | 남원 남계 닭뫼 비보림            | 전북 남원시 이백면 남계리 1136-1 외1필(도로)                                               | 1개소                          | 2016.11.16 | 산림청고시제2015-102호 |
| 2016-0011 | 유형 | 신안 반월 당숲                   | 전남 신안군 안좌면 반월리 237 임(임야)                                                     | 2,377m2                        | 2016.11.16 | 산림청고시제2015-102호 |
| 2016-0012 | 유형 | 밀양 안촌마을 당산숲             | 경남 밀양시 삼랑진읍 행곡리 1266-1(임야)                                                   | 소나무외 5종 29본              | 2016.11.16 | 산림청고시제2015-102호 |